# Поводє
Поводє (словен. Povodje) — поселення в общині Водиці, Осреднєсловенський регіон, Словенія. 
Висота над рівнем моря: 324,8 м.